# 塞蓋拉
7°58′N 6°40′W / 7.967°N 6.667°W
塞蓋拉（法語：Séguéla），是科特迪瓦的城鎮，位於該國西部，由沃羅杜古區負責管轄，是沃羅巴區的首府，海拔高度350米，該城鎮設有機場，2010年人口63,557。